# Ara tyrkysový
Ara tyrkysový (též ara modrý; Anodorhynchus glaucus) je druh ptáka z čeledi papouškovití, žijící v oblasti Latinské Ameriky. Ačkoliv je neoficiálně považován za vyhynulého, dle Mezinárodního svazu ochrany přírody mu přísluší status kriticky ohrožený.

## Popis
Ara tyrkysový je vzácný velký druh papouška, jehož tělo dosahuje délky mezi 46–90 cm. Samička je stejně zbarvená jako sameček, tedy zeleno-modře, přičemž dolní partie jsou zelenější. Hlava a krk mají šedavě zelené zbarvení, tváře, hrdlo a prsa tmavě šedohnědé. Pera na ocasu jsou zelenavě modrá a spodní pera šedá. Okolí očí a spodní část zobáku jsou bledě žluté. Zbytek zobáku je šedočerný, duhovka oka hnědá a nohy tmavě šedé.

## Rozšíření
Volně žijí na území Paraguaye, Argentiny, Uruguae a Brazílie.

## Hnízdění
Hnízdí v dutinách stromů a v pískovcových skalách, převážně v říjnu a v lednu. Ptáčata vylétávala z hnízd v únoru.

## Potrava
Živí se převážně semeny a různými plody. Svým silným zobákem dokáží rozlousknout i velmi tvrdé skořápky.

## Populace
Populace arů tyrkysových se začala snižovat během 19. století a to především kvůli pytláctví a ničení jejich přirozeného prostředí. Během 20. století pak byly zaznamenány pouze dva případy pozorování těchto ptáků. Roku 1990 pak byla do Paraguaye vyslána expedice ornitologů, kteří se měli pokusit najít žijícího zástupce, výprava ale selhala.

## Galerie

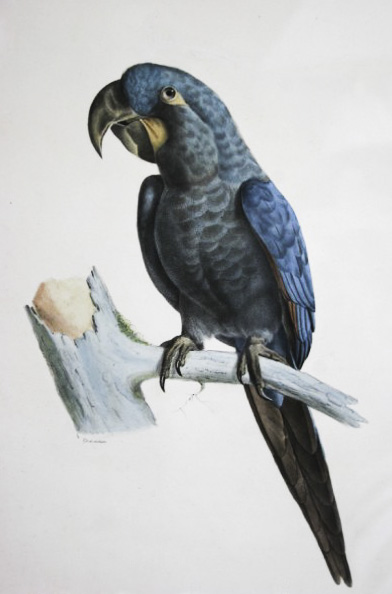
Anodorhynchus glaucus
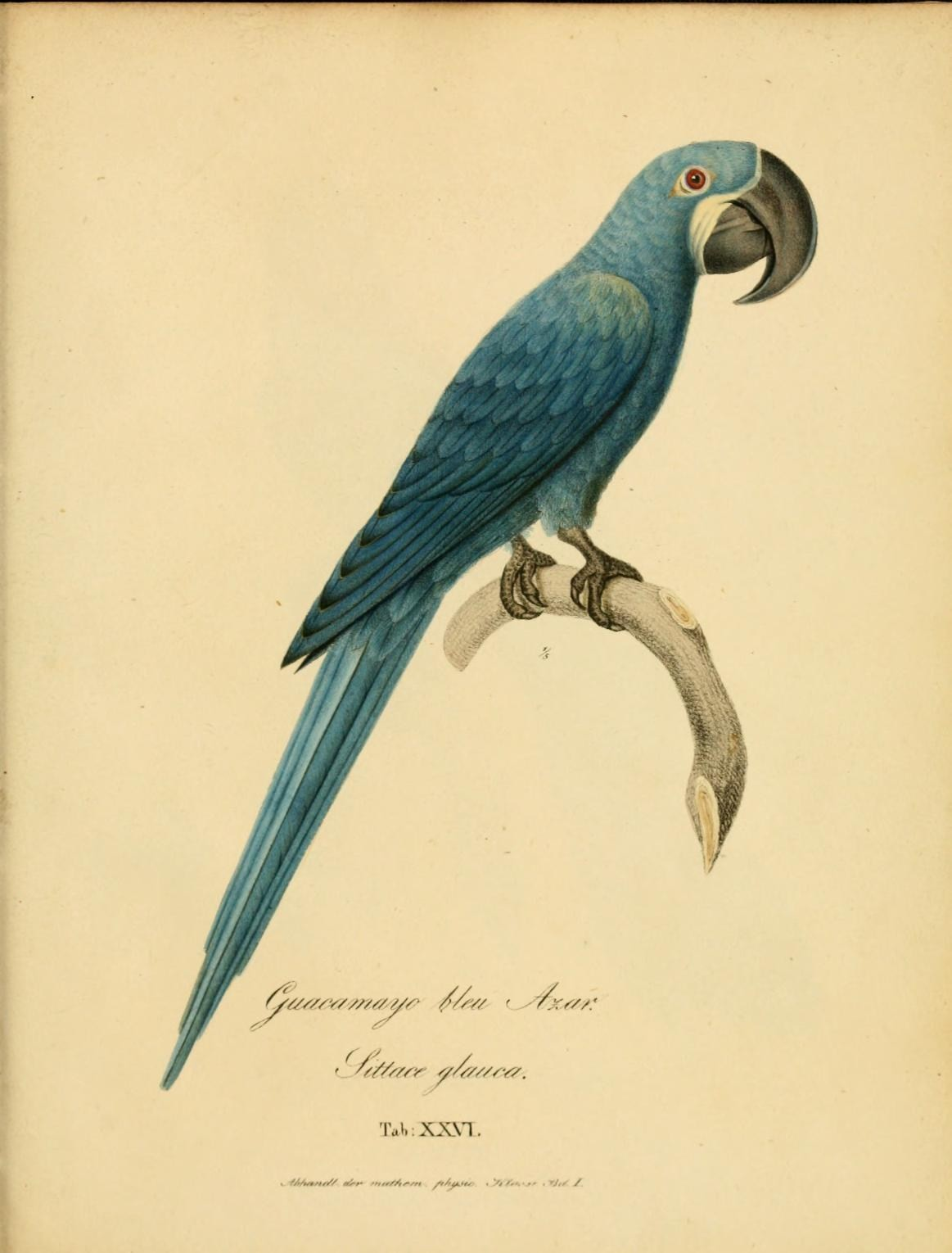
Anodorhynchus glaucus
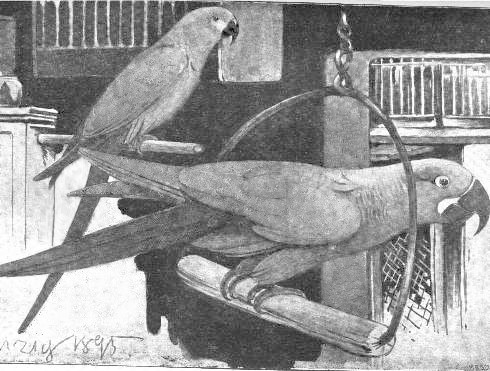
Anodorhynchus glaucus